# Budynia
Budynia (niem. Bothendorf) – wieś w Polsce, położona w województwie lubuskim, w powiecie krośnieńskim, w gminie Dąbie.
W latach 1975–1998 miejscowość należała administracyjnie do województwa zielonogórskiego.

## Demografia
Liczba mieszkańców miejscowości w poszczególnych latach:
| Rok  | Liczba mieszkańców |
| ---- | ------------------ |
| 1998 | 41                 |
| 2002 | 39                 |
| 2009 | 43                 |
| 2011 | 39                 |
| 2021 | 30                 |